# Supercoppa italiana 2012
Supercoppa italiana 2012 byl dvacátý pátý ročník soutěže o trofej Supercoppa italiana, tedy o italský fotbalový Superpohár. Střetly se v něm týmy Juventus FC jakožto vítěz Serie A ze sezony 2011/12 a celek SSC Neapol, který se ve stejné sezoně (tj. 2011/12) stal vítězem italského fotbalového poháru Coppa Italia.
Zápas se odehrál 11. srpna 2012 v čínském městě Peking na Pekingském národním stadionu. Zápas vyhrál a popáté získal tuhle trofej klub Juventus FC.
K vítězství pomohlo i dvě vyloučení hráčů Neapole v závěru druhého poločasu. Pro Juventus to bylo páté prvenství v soutěži, v minulosti trofej získal ještě v letech 1995, 1997, 2002, 2003.

## Detaily zápasu
| 11. srpen 2012 13:00 BST (7:00 SELČ)                       |                  |                       |                                                                                   |
| Juventus FC                                                | 4 – 2 (v prodl.) | SSC Neapol            | Pekingský národní stadion, Peking diváci: 75 000 rozhodčí: Paolo Silvio Mazzoleni |
| Asamoah 37' Vidal 74' (pen.) Maggio 97' (vl.) Vučinić 101' | Report           | Cavani 27' Pandev 41' | Pekingský národní stadion, Peking diváci: 75 000 rozhodčí: Paolo Silvio Mazzoleni |

| Juventus FC | SSC Neapol |

| GK              | 1  | Gianluigi Buffon     |       |      |
| CB              | 15 | Andrea Barzagli      |       |      |
| CB              | 19 | Leonardo Bonucci     | 112'  |      |
| CB              | 2  | Lúcio                |       |      |
| DM              | 23 | Arturo Vidal         |       |      |
| DM              | 21 | Andrea Pirlo         |       |      |
| RM              | 26 | Stephan Lichtsteiner | 78'   | 89'  |
| CM              | 8  | Claudio Marchisio    |       |      |
| LM              | 22 | Kwadwo Asamoah       |       |      |
| ST              | 32 | Alessandro Matri     |       | 46'  |
| ST              | 12 | Sebastian Giovinco   | 90+3' | 116' |
| Náhradníci:     |    |                      |       |      |
| GK              | 30 | Marco Storari        |       |      |
| DF              | 11 | Paolo De Ceglie      |       |      |
| MF              | 20 | Simone Padoin        |       | 89'  |
| MF              | 24 | Emanuele Giaccherini |       | 116' |
| MF              | 39 | Luca Marrone         |       |      |
| FW              | 9  | Mirko Vučinić        |       | 46'  |
| FW              | 27 | Fabio Quagliarella   |       |      |
| Trenér:         |    |                      |       |      |
| Massimo Carrera |    |                      |       |      |

| GK              | 1               | Morgan De Sanctis  |                 |       |
| CB              | 14              | Hugo Campagnaro    |                 |       |
| CB              | 28              | Paolo Cannavaro    | 52'             | 62'   |
| CB              | 5               | Miguel Britos      | 32'             |       |
| RM              | 11              | Christian Maggio   |                 |       |
| CM              | 85              | Valon Behrami      | 53'             |       |
| CM              | 17              | Marek Hamšík       |                 | 67'   |
| CM              | 88              | Gökhan Inler       |                 | 106'  |
| LM              | 18              | Juan C. Zúñiga     | 78', 90+3'      |       |
| CF              | 19              | Goran Pandev       | 85'             |       |
| ST              | 7               | Edinson Cavani     | 64'             |       |
| Náhradníci:     |                 |                    |                 |       |
| GK              | 22              | Antonio Rosati     |                 |       |
| DF              | 6               | Salvatore Aronica  |                 |       |
| DF              | 8               | Andrea Dossena     |                 | 106'  |
| DF              | 21              | Federico Fernández |                 | 62'   |
| MF              | 23              | Walter Gargano     |                 | 67'   |
| FW              | 9               | Eduardo Vargas     |                 |       |
| FW              | 24              | Lorenzo Insigne    |                 |       |
| Trenér:         |                 |                    |                 |       |
| Walter Mazzarri | Walter Mazzarri | Walter Mazzarri    | Walter Mazzarri | 90+3' |